# Castillo de Cox

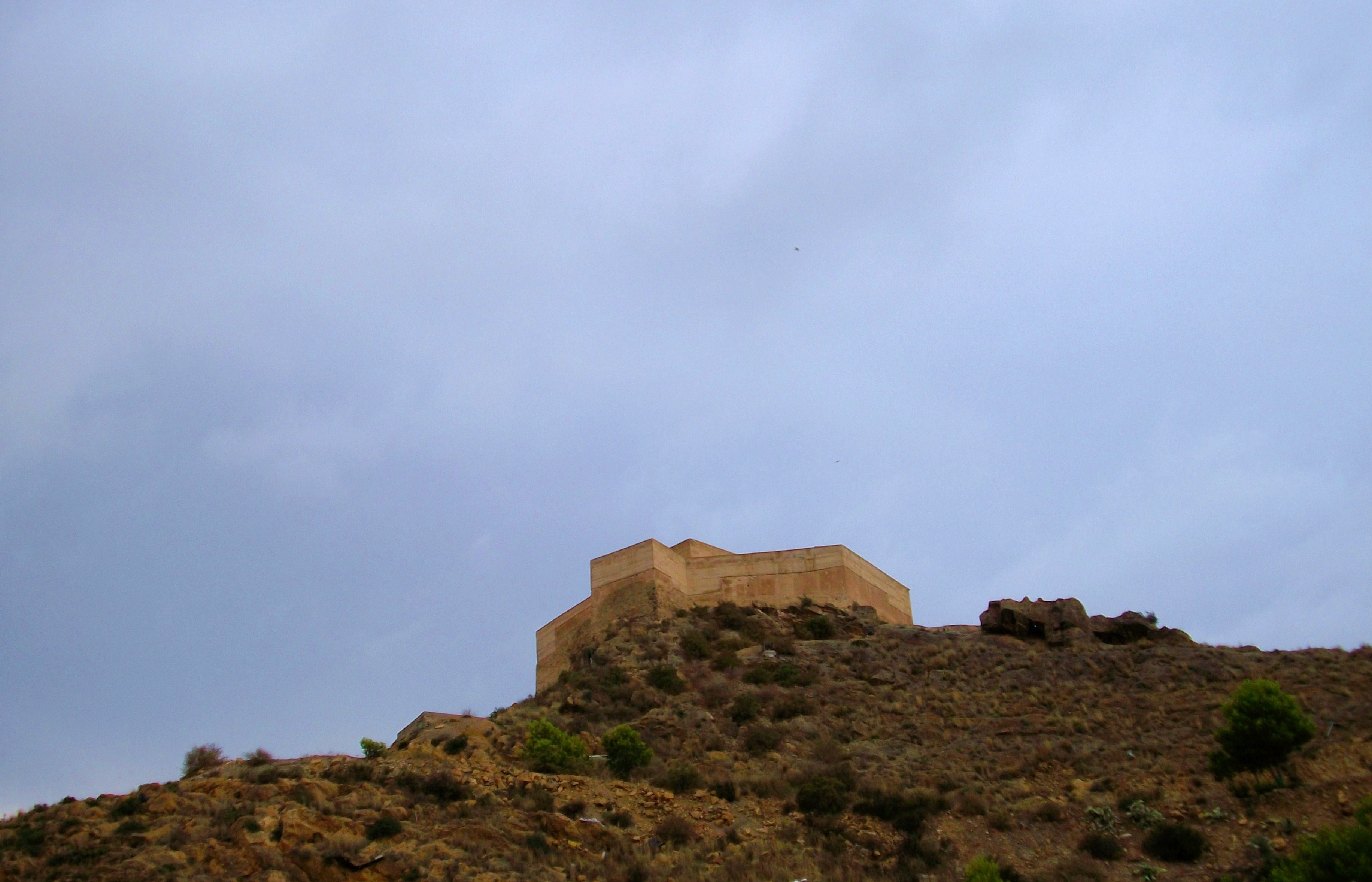
Castillo de Cox

El castillo de Cox, denominado también de Santa Bárbara o de Ayala, se encuentra en el municipio español de Cox, provincia de Alicante, alzándose sobre un pequeño cerro rocoso denominado “El Portichuelo”, a los pies de la sierra de Callosa, y fue construido por Juan Ruiz Dávalos en 1466.
Se trata de un castillo de reducidas dimensiones pero de aspecto muy sólido, que se ve realzado por las torres cúbicas que defienden sus flancos. En él pueden apreciarse dos zonas bien diferenciadas, el recinto amurallado poligonal y la casa señorial fortificada, que es de planta rectangular con dos pisos comunicados por una escalera de caracol, y dos salas en cada planta. Además, el castillo contiene una ermita.
Su estado fue razonablemente bueno hasta medios del siglo XX, cuando las sucesivas expoliaciones lo dejaran en un estado ruinoso.
Fue restaurado entre 1989 y 1995 de acuerdo a su aspecto original.